# Mercedes-Benz MRA
Mercedes-Benz MRA — автомобильная платформа немецкой торговой марки Mercedes-Benz, официально представленная в 2013 году. Первый автомобиль, выпущенный на платформе MRA — Mercedes-Benz W222.
На этой платформе выпускаются автомобили с продольным двигателем и задним приводом. Подвеска включает в себя четырёхугольную схему для передней части и многорычажную схему с пятью рычагами для задней части. Тормоза автомобилей дисковые.

## Продукция

### Первое поколение
- 2013—2020 Mercedes-Benz S-Class (W222 / V222)
- 2014—2021 Mercedes-Benz C-Class (W205 / S205)
- 2015—2021 Mercedes-Benz C-Class (C205 / A205)
- 2015—2021 Mercedes-Maybach S-Class (X222)
- 2015 — настоящее время Mercedes-Benz GLC-Class (X253 / C253)
- 2016 — настоящее время Mercedes-Benz E-Class (W213 / S213)
- 2016 — настоящее время Mercedes-Benz E-Class (C213 / A213)
- 2016 — настоящее время Mercedes-Benz E-Class (V213)
- 2018 — настоящее время Mercedes-Benz CLS-Class (C257)

### Второе поколение
- 2021 — настоящее время Mercedes-Benz S-Class (W223 / V223)
- 2022 — настоящее время Mercedes-Maybach S-Class (Z223)
- 2022 — настоящее время Mercedes-Benz C-Class (W206)
- 2022 — настоящее время Mercedes-Benz GLC-Class (X254)
- 2023 — настоящее время Mercedes-Benz E-Class (W214)